# Irene Langemann
Irene Langemann (* 1959 in Issilkul, Sowjetunion) ist eine deutsche Filmemacherin und Schriftstellerin.

## Leben
Langemann wuchs zweisprachig in einer russlanddeutschen Familie auf. Sie studierte in Moskau an der Theaterhochschule „Schtschepkin“ Schauspiel und Germanistik. Ab 1980 war sie als Schauspielerin, Regisseurin und Theaterautorin tätig. Darüber hinaus arbeitete sie ab 1983 als Moderatorin und Regisseurin für das sowjetische Fernsehen und leitete von 1986 an in Moskau das unabhängige Nasch-Theater.
Im Juli 1990 verließ Langemann die Sowjetunion und kam mit der Mutter Elisabeth Isaak und dem Sohn Michael nach Deutschland, seitdem lebt sie in Köln. Sie arbeitete zunächst als Redakteurin beim Auslandsfernsehen der Deutschen Welle. Seit 1997 ist sie als freie Filmemacherin tätig. Einige ihrer bekanntesten Projekte realisierte sie nach dem Millennium für die Dokumentarfilm-Produktionsfirma Lichtfilm GmbH. 2023 erschien ihr erster Roman mit dem Titel „Das Gedächtnis der Töchter“ über das Schicksal einer russlanddeutschen Familie über sechs Generationen hinweg.

## Auszeichnungen
Für ihre Dokumentation Russlands Wunderkinder, in der sie hochbegabte Kinder am Moskauer Konservatorium porträtiert, wurde Langemann 2001 beim San Francisco International Film Festival mit dem Certificate of Merit ausgezeichnet. Für den Kinodokumentarfilm Rubljovka erhielt sie auf der Viennale 2007 den Standard-Publikumsjurypreis und auf dem Golden Chest internationalen TV-Festival 2007 in Bulgarien den Preis für die beste Kamera.

## Ausgewählte Filmografie
- 1992: Die Lok
- 1993: Nirgendwo verwurzelt – Aussiedlerschicksale (TV-Dokumentation)
- 1994: Die Götter bitte ich um eine Änderung (Dokumentation)
- 1995: Imperium der Träume (TV-Dokumentation)
- 1996: Auf Wiedersehen in Berlin (TV-Dokumentation)
- 1998: Das Ende einer Odyssee (TV-Dokumentation)
- 2000: Russlands Wunderkinder (Kino-Dokumentarfilm)
- 2001: Lale Andersen – Die Stimme der Lili Marleen (Kino-Dokumentarfilm)
- 2002: Die Seele berühren – Der Fotograf Gerd Ludwig (Dokumentation)
- 2003: Die Martins-Passion (Kino-Dokumentarfilm)
- 2004: Eis und Orangen – Unterwegs im neuen alten Europa (Dokumentation)
- 2005: Goldap – Im Sibirien Polens (TV-Dokumentation)
- 2007: Blut und Honig (TV-Dokumentation)
- 2007: Rubljovka – Straße zur Glückseligkeit (Kino-Dokumentarfilm)
- 2009: Liebesgrüße aus Ramstein (Kino-Dokumentarfilm)
- 2010: Die Konkurrenten – Russlands Wunderkinder 2 (Kino-Dokumentarfilm)
- 2013: Das Lied des Lebens (Dokumentarfilm)
- 2014:  Kunst und Provokation im Zarenpalast (Dokumentarfilm über die Manifesta 10 in St. Petersburg)
- 2019: Russlands Millenniumskinder (Dokumentarfilm)

## Publikation
- Das Gedächtnis der Töchter (Roman). Friedenauer Presse, Berlin 2023, ISBN 978-3-7518-8000-8.